# García de Saura

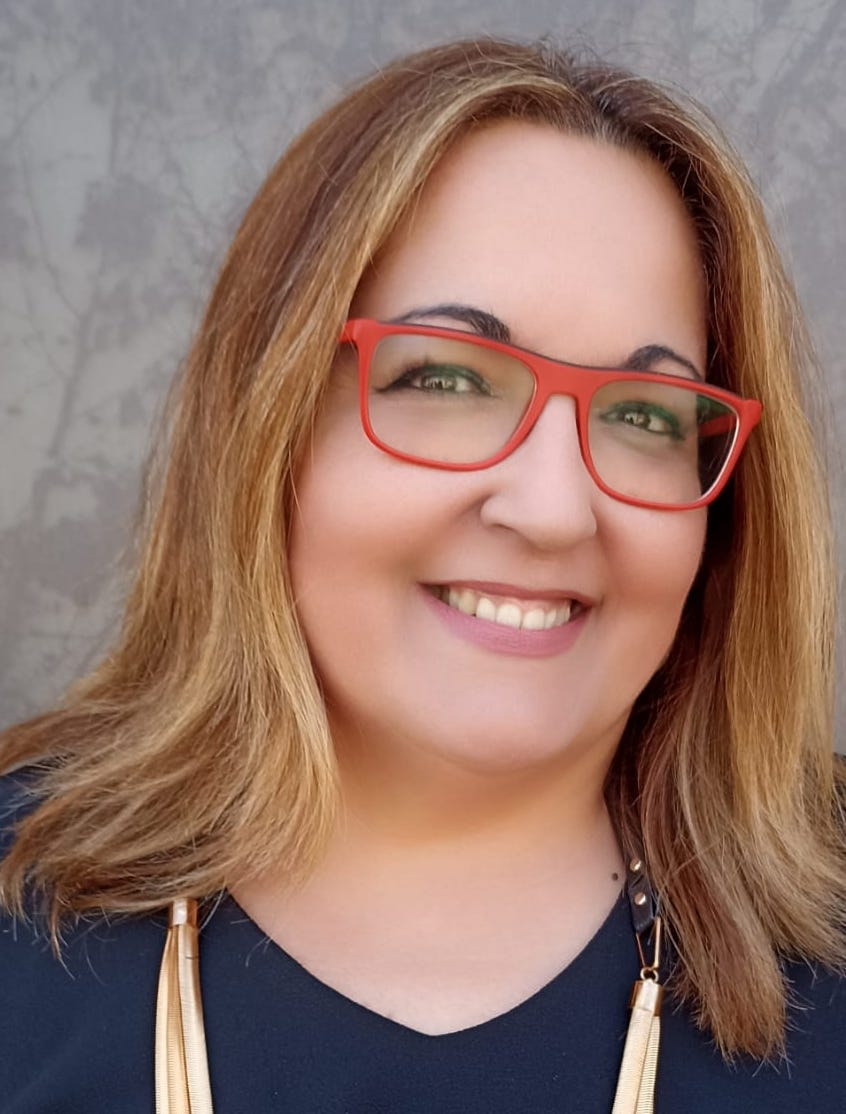
García de Saura

Carmen María García, conocida con el seudónimo García de Saura, es una escritora española de  novela romántica y erótica. Ha publicado más de 20 obras y, desde 2019, figura en el Paseo de Las Letras de su ciudad natal, Molina de Segura.

## Trayectoria
Nacida en Molina de Segura (Región de Murcia), García de Saura es Técnica especialista en Administración, profesión que abandonó para dedicarse en exclusiva a la escritura.
Su primera novela , La culpa es de D.I.S.N.E.I fue publicada en 2015.

## Obra
Saga Houston:
- 2017. Houston tenemos más de un problema, Zafiro (Planeta). ISBN 9788408176169.
- 2018. Houston, tenemos una misión inn-posible, Zafiro (Planeta). ISBN 9788408181996.[7]
- 2018. Houston, tenemos nueve semanas y media, Zafiro (Planeta). ISBN 9788408196082.[8]

Saga ¡Huyamos!:
- 2019. ¡Huyamos, ahora que podemos! Volumen 1, autopublicado. ISBN 9781793989540.
- 2019. ¡Huyamos, ahora que podemos! Volumen 2, autopublicado.

Saga La cuadrilla:
- 2021. La cuadrilla, volumen 1, autopublicado. ISBN 9798721706226.
- 2021. La cuadrilla, volumen 2, autopublicado. ISBN 9781092591607.

Serie Nobles Belgas:
- 2021. El barón Bourdieu, autopublicado. Traducido al inglés, ISBN 9798778138643.
- 2023. El Duque Dumont, autopublicado, ISBN  9798864826980.
- 2024. El Conde Cuvelier, autopublicado

Serie Reinas:
- 2023. Reina de Lobos, autopublicado
- 2023. Reina de Halcones, autopublicado
- 2024. Reina de Águilas, autopublicado

Otras obras:
- 2015. La culpa es de D.I.S.N.E.I., Zafiro (Planeta). ISBN 9788408148050.[9]
- 2016. Lo que el alcohol ha unido que no lo separe la resaca. Planeta. ISBN 9788408158011.[10]
- 2016. Soñando a lo grande, pensando a "lo chico", Zafiro (Planeta). ISBN 9798687801331.[11]
- 2017. Aquí le echamos muchos huevos... A la tortilla, Planeta. ISBN 978840817241.
- 2018. Mis poderes y tus polvos mágicos, Esencia. ISBN 9788408192329.[12]

- 2018. El cumpleaños de Nuria. La generosidad.
- 2019. No quiero ir al cole. La responsabilidad.
- 2020. El espíritu de la Navidad, Amazon. Traducido al inglés. ISBN 9798576945566.
- 2022. No soy el juguete de nadie. Traducido al inglés.
- 2022. Uriarte.
- 2024. Navidad en NY, autopublicado, traducido al inglés, francés y portugués. ISBN  9798346119999
- 2024. Mi Napoleón y sus buenas partes.
- 2025. Mis poderes y tus polvos mágicos
- 2025. Diamond.

Además, ha publicado diversos cuentos infantiles, audiolibros y libros para colorear.

## Reconocimientos
En 2019, el Ayuntamiento de Molina de Segura (Región de Murcia), añadió su nombre en el Paseo de Las Letras de dicha ciudad.